# Adam Klapka
Adam Klapka (* 14. září 2000) je profesionální český hokejový útočník, který momentálně působí v Calgary Wranglers na farmě klubu Calgary Flames v severoamerické AHL. 

## Hráčská kariéra
Urostlý pražský rodák je odchovancem klubu HC Slavia Praha. V květnu 2022 podepsal jako nedraftovaný volný hráč s Calgary Flames dvouletou nováčkovskou smlouvu. Po sezóně strávené na farmě odehrál v přípravě před sezónou 2023/24 za Flames čtyři zápasy a připsal si asistenci. Ze soupisky byl však při posledním škrtu vyřazen a poslán zpět na farmu. Debut v NHL si odbyl 21. ledna 2024 v utkání proti Edmontonu. V šesti zápasech v nejvyšší soutěži si připsal jednu branku.
V srpnu 2024 podepsal s Flames prodlužující roční smlouvu.

## Ocenění a úspěchy
- 2016 ČHL-16 – Nejvíce vstřelených branek v oslabení

## Prvenství

### ČHL
- Debut – 14. září 2021 (HC Energie Karlovy Vary proti Bílí Tygři Liberec)
- První asistence – 29. října 2021 (Rytíři Kladno proti Bílí Tygři Liberec)
- První gól – 5. prosince 2021 (Bílí Tygři Liberec proti HC Vítkovice Ridera, českému brankáři Aleši Stezkovi)

### NHL
- Debut – 20. ledna 2024 (Calgary Flames proti Edmonton Oilers)
- První gól – 18. dubna 2024 (Calgary Flames proti San Jose Sharks, americkému brankáři Devin Cooley)
- První asistence – 31. března 2025 (Colorado Avalanche proti Calgary Flames)

## Statistiky

### Klubové statistiky
| Sezóna       | Klub                   | Soutěž       |    | Základní část | Základní část | Základní část | Základní část | Základní část |   | Play off | Play off | Play off | Play off | Play off |
| Sezóna       | Klub                   | Soutěž       | Z  | G             | A             | B             | TM            | Z             | G | A        | B        | TM       |          |          |
| 2017–18      | HC Slavia Praha        | ČHL-20       | 3  | 0             | 2             | 2             | 0             | —             | — | —        | —        | —        |          |          |
| 2018–19      | HC Benátky nad Jizerou | 1.ČHL        | 22 | 4             | 2             | 6             | 12            | —             | — | —        | —        | —        |          |          |
| 2019–20      | HC Benátky nad Jizerou | 1.ČHL        | 30 | 5             | 1             | 6             | 32            | —             | — | —        | —        | —        |          |          |
| 2019–20      | Tri-City Storm         | USHL         | 8  | 3             | 1             | 4             | 22            | —             | — | —        | —        | —        |          |          |
| 2020–21      | Tri-City Storm         | USHL         | 49 | 12            | 9             | 21            | 73            | 3             | 0 | 2        | 2        | 2        |          |          |
| 2021–22      | Bílí Tygři Liberec     | ČHL          | 44 | 6             | 12            | 18            | 72            | 10            | 1 | 3        | 4        | 2        |          |          |
| 2021–22      | HC Benátky nad Jizerou | 1.ČHL        | 16 | 7             | 5             | 12            | 45            | —             | — | —        | —        | —        |          |          |
| 2022–23      | Calgary Wranglers      | AHL          | 60 | 13            | 12            | 25            | 80            | 9             | 4 | 0        | 4        | 4        |          |          |
| 2023–24      | Calgary Wranglers      | AHL          | 65 | 21            | 25            | 46            | 90            | 6             | 2 | 5        | 7        | 10       |          |          |
| 2023–24      | Calgary Flames         | NHL          | 6  | 1             | 0             | 1             | 19            | —             | — | —        | —        | —        |          |          |
| 2024–25      | Calgary Flames         | NHL          | 31 | 6             | 4             | 10            | 29            | —             | — | —        | —        | —        |          |          |
| 2024–25      | Calgary Wranglers      | AHL          | 33 | 14            | 12            | 26            | 50            | 1             | 0 | 0        | 0        | 0        |          |          |
| Celkem v ČHL | Celkem v ČHL           | Celkem v ČHL | 44 | 6             | 12            | 18            | 72            | 10            | 1 | 3        | 4        | 2        |          |          |

## Reprezentace
| Rok                       | Tým                       | Soutěž                    | Z | G | A | B | TM |
| ------------------------- | ------------------------- | ------------------------- | - | - | - | - | -- |
| 2025                      | Česko                     | MS                        | 5 | 2 | 1 | 3 | 2  |
| Seniorská kariéra celkově | Seniorská kariéra celkově | Seniorská kariéra celkově | 5 | 2 | 1 | 3 | 2  |